# Liste öffentlich zugänglicher Rathaustürme in Deutschland
In der Liste öffentlich zugänglicher Rathaustürme in Deutschland werden Rathäuser aufgeführt, deren Rathausturm über Treppen oder Aufzug öffentlich zugänglich ist.
Viele Rathäuser in Deutschland besitzen einen Turm. Diese Türme sind im Regelfall für die Allgemeinheit nicht zugänglich. In etlichen Städten gibt es allerdings Rathäuser, deren Turm für die Öffentlichkeit zugänglich gemacht wurde. Oftmals ist eine Turmbesteigung täglich möglich, manchmal nur an bestimmten angekündigten Terminen. Zumeist können Türme individuell bestiegen werden, vereinzelt nur im Rahmen einer Führung. Nur ausnahmsweise ist ein Aufzug vorhanden.
Eingangskriterien:
- Die Rathaustürme sollen regelmäßig für Publikum zugänglich sein, d. h. es soll mindestens an sechs Tagen im Jahr ein Besuch (ggf. mit Führung) möglich sein.
- Rathaustürme, die seltener zugänglich sind, z. B. nur einmal im Jahr am Tag des offenen Denkmals, werden nicht berücksichtigt.
- Die Rathausturmhöhe sollte mehr als 30 m betragen.
- Die Höhe der Aussichtsplattform sollte mehr als 20 m betragen.

## Liste
| Name                             | Ort            | Bundesland         | Turmhöhe | Plattformhöhe | Stufen       | Aufzug (ja/nein) | Anmerkungen                                                             |
| -------------------------------- | -------------- | ------------------ | -------- | ------------- | ------------ | ---------------- | ----------------------------------------------------------------------- |
| Neues Rathaus Leipzig            | Leipzig        | Sachsen            | 114,7 m  | 75 m          | 250          | nein             | geöffnet Mo – Fr 14 Uhr                                                 |
| Kieler Rathaus                   | Kiel           | Schleswig-Holstein | 106 m    | 67 m          | 21 + Aufzug  | ja               | geöffnet Mi u. Sa nach Anmeldung (März bis Oktober)                     |
| Rathaus Dresden                  | Dresden        | Sachsen            | 100,3 m  | 68 m          | Aufzug       | ja               | vorläufig geschlossen (Stand März 2024)                                 |
| Rathaus München                  | München        | Bayern             | 80 m     | 53 m          | 125 + Aufzug | ja               | geöffnet täglich 10 – 19 Uhr                                            |
| Rathaus Dessau                   | Dessau         | Sachsen-Anhalt     | 73 m     | 41,24 m       | 159          | nein             | geöffnet mit Führer jeden Montag 11 Uhr (März bis September)            |
| Rathaus Rothenburg ob der Tauber | Rothenburg odT | Bayern             | 60 m     | 52 m          | 220          | nein             | geöffnet täglich (April bis Oktober), Sa u. So (November bis März)      |
| Rathaus Görlitz                  | Görlitz        | Sachsen            | 60 m     | 40 m          | 191          | nein             | geöffnet Mi – So, zur vollen Stunde mit Führung (März bis Dezember)     |
| Rathaus Döbeln                   | Döbeln         | Sachsen            | 59 m     | 40 m          | 184          | nein             | geöffnet Di – Fr ganzjährig                                             |
| Rathaus Gera                     | Gera           | Thüringen          | 57 m     | 33,5 m        | 168          | nein             | geöffnet Mo – Sa ganzjährig                                             |
| Rathaus Zeitz                    | Zeitz          | Sachsen-Anhalt     | 52 m     | 42 m          | 197          | nein             | geöffnet Mo – Fr 11 Uhr nach Anmeldung                                  |
| Rathaus Wittenberge              | Wittenberge    | Brandenburg        | 51,6 m   | 44,25 m       | 181          | nein             | geöffnet Mo – Fr (April bis Oktober)                                    |
| Rathaus Freudenstadt             | Freudenstadt   | Baden-Württemberg  | 43 m     | 35 m          | 177          | nein             | geöffnet Mo – Fr (ganzjährig)                                           |
| Rathaus Pegau                    | Pegau          | Sachsen            | 42 m     | 30 m          | 134          | nein             | geöffnet Di – Fr u. So (Mitte April bis Ende September)                 |
| Rathaus Zeulenroda               | Zeulenroda     | Thüringen          | 35 m     | 28 m          | 155          | nein             | geöffnet Di u. Do. (unklar)                                             |
| Rathaus Gotha                    | Gotha          | Thüringen          | 34,4 m   | 23,8 m        | 103          | nein             | geöffnet täglich 11–18 Uhr                                              |
| Rathaus Mosbach                  | Mosbach        | Baden-Württemberg  | 34 m     | 25 m          | 125          | nein             | geöffnet bei Stadtführung Mi 14:30 Uhr u. Sa 11 Uhr (Mai bis September) |
| Rathaus Hof                      | Hof (Saale)    | Bayern             | 32 m     | 28 m          | 152          | nein             | geöffnet Mo – Sa (März bis Oktober)                                     |